# Web内容无障碍指南
Web内容无障碍指南（英語：Web Content Accessibility Guidelines，WCAG）是由万维网联盟（W3C）的Web无障碍倡议（WAI）发布的一系列有關Web无障碍指南的一部分。Web無障礙性指導原則提出要讓網頁和用户代理等更容易讓残疾人等群體访问。